# SV 1920 Roitzsch
Der SV 1920 Roitzsch ist ein deutscher Mehrspartensportverein im Ortsteil Roitzsch  der Stadt Sandersdorf-Brehna in Sachsen-Anhalt. Er unterhält die Abteilungen Fußball und Kegeln.

## Porträt

### Betriebssportgemeinschaft
Im Sommer 2015 feierte der SV 1920 Roitzsch sein 95-jähriges Bestehen. Vor dem Zweiten Weltkrieg spielte der Verein innerhalb des Verbandes Mitteldeutscher Ballspiel-Verein. In der Spielzeit 1925/26 gelang der Aufstieg in die erstklassige Gauliga Mulde, jedoch stieg der Verein am Saisonende direkt wieder ab. Ein Sprung in die ab 1933 eingeführte Gauliga Mitte gelang nicht.
Nachdem nach Kriegsende in Deutschland alle Vereine aufgelöst wurden, entstand in Roitzsch eine lose organisierte Sportgemeinschaft (SG), deren Fußballmannschaft sich 1948/49 an der erstmals ausgetragenen Fußball-Landesklasse Sachsen-Anhalt beteiligte. Mit der Landesklasse, die zu den fünf höchsten Spielklassen in der SBZ gehörte, wurde der Fußballmeister für Sachsen-Anhalt ermittelt. Es beteiligten sich 20 Mannschaften in zwei Staffeln, und die SG Roitzsch wurde am Saisonende in der Südstaffel Neunter. Dies reichte nicht zum Klassenerhalt, sodass Roitzsch 1949/50 in der Bezirksklasse antreten musste. Sie war nach der Einrichtung der Fußball-Ostzonenliga (später DDR-Oberliga) nur noch drittklassig. In dieser Spielzeit traten die Roitzscher als SG Freiheit an und belegten in ihrer Staffel unter zwölf Mannschaften Platz sechs. 
Ab 1950/51 war die Bezirksklasse nur noch 4. Liga, da mit der DDR-Liga eine neue zweitklassige Liga eingeführt worden war. 1950 war die Sportgemeinschaft Roitzsch in eine Betriebssportgemeinschaft (BSG) umgewandelt worden. Sie trug den Namen BSG Aktivist und gründete auch eine Sektion Handball, die in den 1960er Jahren in der zweitklassigen DDR-Handball-Liga vertreten war. Die Fußballer spielten bis 1952 in der Bezirksklasse Sachsen-Anhalt, bis das gleichnamige Land aufgelöst wurde. An seine Stelle traten 14 Bezirke, nach denen sich künftig auch der DDR-Fußball orientierte. Die BSG Aktivist wurde in die Bezirksklasse Halle eingestuft, die weiterhin viertklassig war. 1954 gelang Roitzsch der Aufstieg in die Bezirksliga Halle, konnte sich dort aber nur zwei Spielzeiten lang halten. Die Saison 1957 (Kalenderjahr-Saison) beendete die BSG in der Bezirksklasse, die nach Einführung der neuen drittklassigen II. DDR-Liga nur noch 5. Liga war, auf einen Abstiegsplatz. Aktivist Roitzsch wurde 1958 in die sechstklassige Bezirksklasse B eingestuft, aus der sie 1959 ebenfalls abstieg. 
Die folgenden drei Spielzeiten verbrachte die BSG Aktivist auf Kreisniveau, bis 1963 die Rückkehr in die nun wieder viertklassigen Bezirksklasse gelang (die B-Klasse war zuvor abgeschafft worden). Die Viertklassigkeit dauerte lediglich drei Jahre, danach stieg Roitzsch erneut auf die Kreisebene ab. 1969 wurde die Rückkehr in die Bezirksklasse erkämpft, dem sofort der Staffelsieg folgte. In der Aufstiegsrunde zur Bezirksliga wurde der Aufstieg jedoch verpasst. In der Bezirksklasse konnte sich Aktivist Roitzsch anschließend bis 1983 behaupten, danach verschwand die BSG bis zum Ende des DDR-Fußballspielbetriebes in der Kreisligenebene.

### Sportverein 1920
Nach der politischen Wende von 1989/90 und den damit verbundenen wirtschaftlichen Veränderungen brach das System der Betriebssportgemeinschaften zusammen. Als der Trägerbetrieb die BSG Aktivist Roitzsch nicht mehr finanzieren konnte, gründeten BSG-Mitglieder 1990 den eingetragenen Verein SV 1920 Roitzsch. Die Fußballabteilung kam auch im DFB-Spielbetrieb lange Zeit nicht über das Kreisligenniveau hinaus, nur 2014/15 war die 1. Mannschaft für ein Jahr in der 8. Liga Landesklasse vertreten, aus der sie anschließend wieder in die Kreisoberliga Anhalt-Bitterfeld abstieg. Erfolgreicher war bisher die Abteilung Kegeln mit ihren etwa 70 Mitgliedern, deren Damenmannschaft es bis in die Landesliga schaffte. 